# Partit Democràtic de Rússia
El Partit Democràtic de Rússia o DPR (en rus: Демократическая Партия России, Demokraticheskaya Partiya Rossii), és un partit polític conservador rus que es va fundar el 1990, un dels primers registrats de la RSFSR.
Fou fundat per Nikolai Travkin. Inicialment, amb Stanislav Govorukhin i Sergey Glazyev, fou un prominent partit democràtic, membre de la coalició Rússia Democràtica, i tenia diputats a la primera Duma Estatal. Després del Cop d'agost, el partit evolucionà cap a un anticomunisme liberal i centrisme (1992–1993) i posteriorment cap a un nacionalisme rus moderat (1994–1995).
El 2008, el partit es va fusionar amb altres formacions per formar Causa Justa. Es va restablir com a partit i es va registrar novament el 2012.

## Resultats electorals

### Eleccions presidencials
| Any  | Candidat                           | 1a volta                           | 1a volta                           | 2a volta                           | 2a volta                           | Resultat                           |
| Any  | Candidat                           | Vots                               | %                                  | Vots                               | %                                  | Resultat                           |
| ---- | ---------------------------------- | ---------------------------------- | ---------------------------------- | ---------------------------------- | ---------------------------------- | ---------------------------------- |
| 1991 | Suport a Boris Ieltsin             | 45,552,041                         | 57.30                              |                                    |                                    | Electe                             |
| 1996 | Suport a Alexander Lebed           | 10,974,736                         | 14.52                              |                                    |                                    | Derrota                            |
| 2000 | Suport a Vladímir Putin            | 39,740,434                         | 52.94                              |                                    |                                    | Electe                             |
| 2004 | Van boicotejar les eleccions       | Van boicotejar les eleccions       | Van boicotejar les eleccions       | Van boicotejar les eleccions       | Van boicotejar les eleccions       | Van boicotejar les eleccions       |
| 2008 | Andrei Bogdanov                    | 968,344                            | 1.30                               |                                    |                                    | Derrota                            |
| 2012 | Van participar dins de Causa Justa | Van participar dins de Causa Justa | Van participar dins de Causa Justa | Van participar dins de Causa Justa | Van participar dins de Causa Justa | Van participar dins de Causa Justa |
| 2018 | Suport a Oleg Bulayev              | Retirat de les eleccions           | Retirat de les eleccions           | Retirat de les eleccions           | Retirat de les eleccions           | Retirat de les eleccions           |
| 2024 | Suport a Vladímir Putin            | TBD                                | TBD                                |                                    |                                    | TBD                                |

### Eleccions legislatives
| Any  | Líder                | Resultat                           | Resultat                           | Resultat                           | Resultat                           | Pos.                               | Govern                             |                                    |
| Any  | Líder                | Vots                               | %                                  | Escons                             | +/–                                | Pos.                               | Govern                             |                                    |
| ---- | -------------------- | ---------------------------------- | ---------------------------------- | ---------------------------------- | ---------------------------------- | ---------------------------------- | ---------------------------------- | ---------------------------------- |
| 1993 | Nikolay Travkin      | 2,969,533                          | 5.52                               | 14 / 450                           | Nou                                | 8th                                | Oposició                           |                                    |
| 1995 | Sergey Glazyev       | 7,737,431                          | 4.31 (CRC)                         | 5 / 450                            | 9                                  | = 8è                               | Oposició                           |                                    |
| 1999 | Georgy Hatsenkov     | No hi participen                   | No hi participen                   | No hi participen                   | No hi participen                   | No hi participen                   | Extraparlamentari                  |                                    |
| 2003 | Vladimir Podoprigora | 136,295                            | 0.22                               | 0 / 450                            | =                                  | 20è                                | Extraparlamentari                  |                                    |
| 2007 | Andrei Bogdanov      | 89,780                             | 0.13                               | 0 / 450                            | =                                  | 11è                                | Extraparlamentari                  |                                    |
| 2011 | Andrei Bogdanov      | Van participar dins de Causa Justa | Van participar dins de Causa Justa | Van participar dins de Causa Justa | Van participar dins de Causa Justa | Van participar dins de Causa Justa | Van participar dins de Causa Justa | Van participar dins de Causa Justa |
| 2016 | Timur Borganov       | No hi participen                   | No hi participen                   | No hi participen                   | No hi participen                   | No hi participen                   | Extraparlamentari                  |                                    |